# Slaveri i Marocko

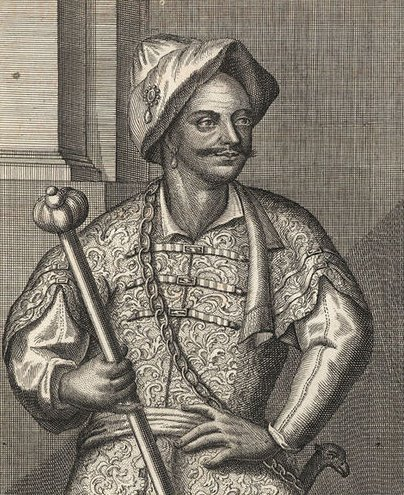
Ismail Ibn Sharif, berömd för sitt ovanligt stora slavharem och slavarmé.

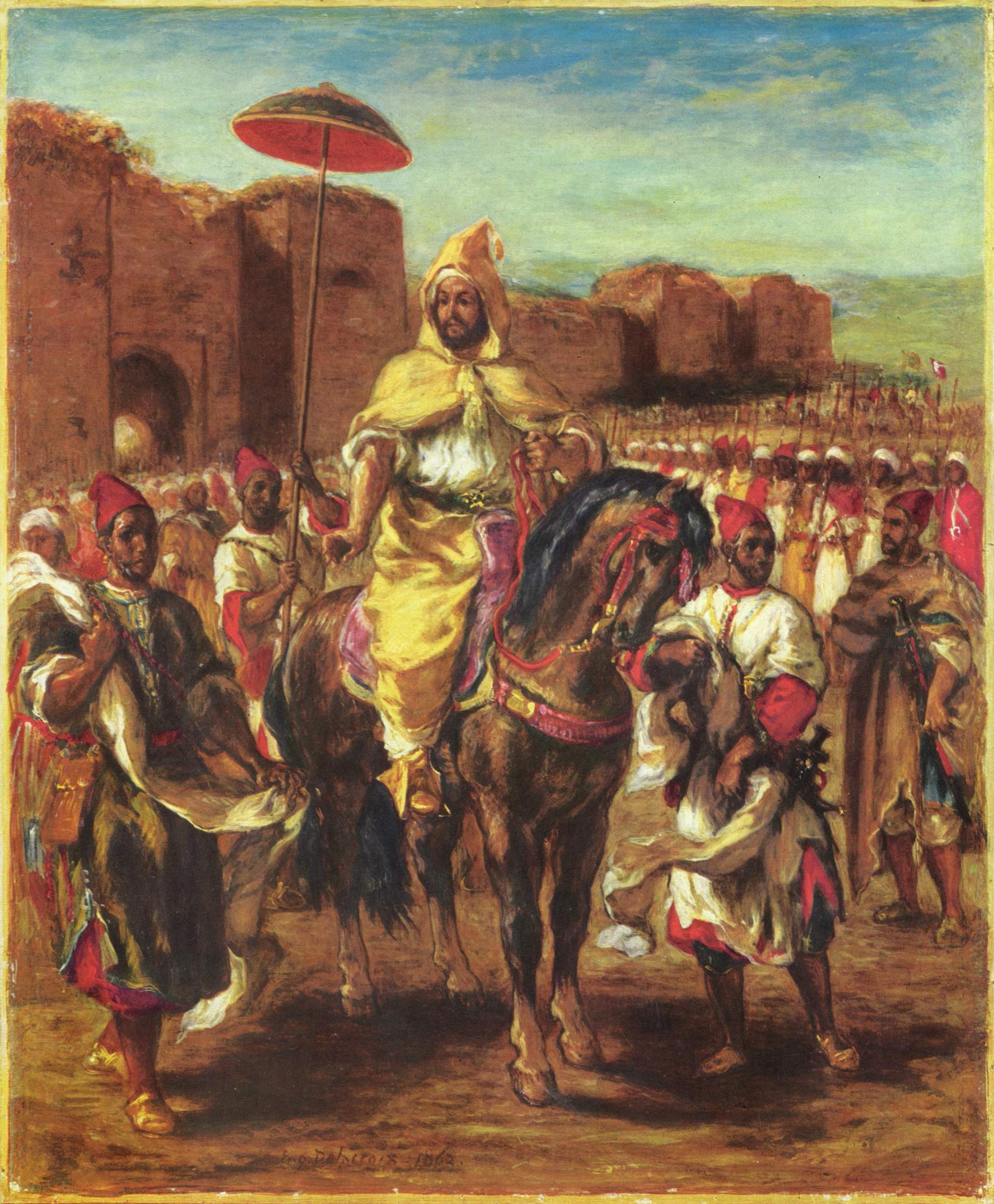
Eugène Ferdinand Victor Delacroix 044

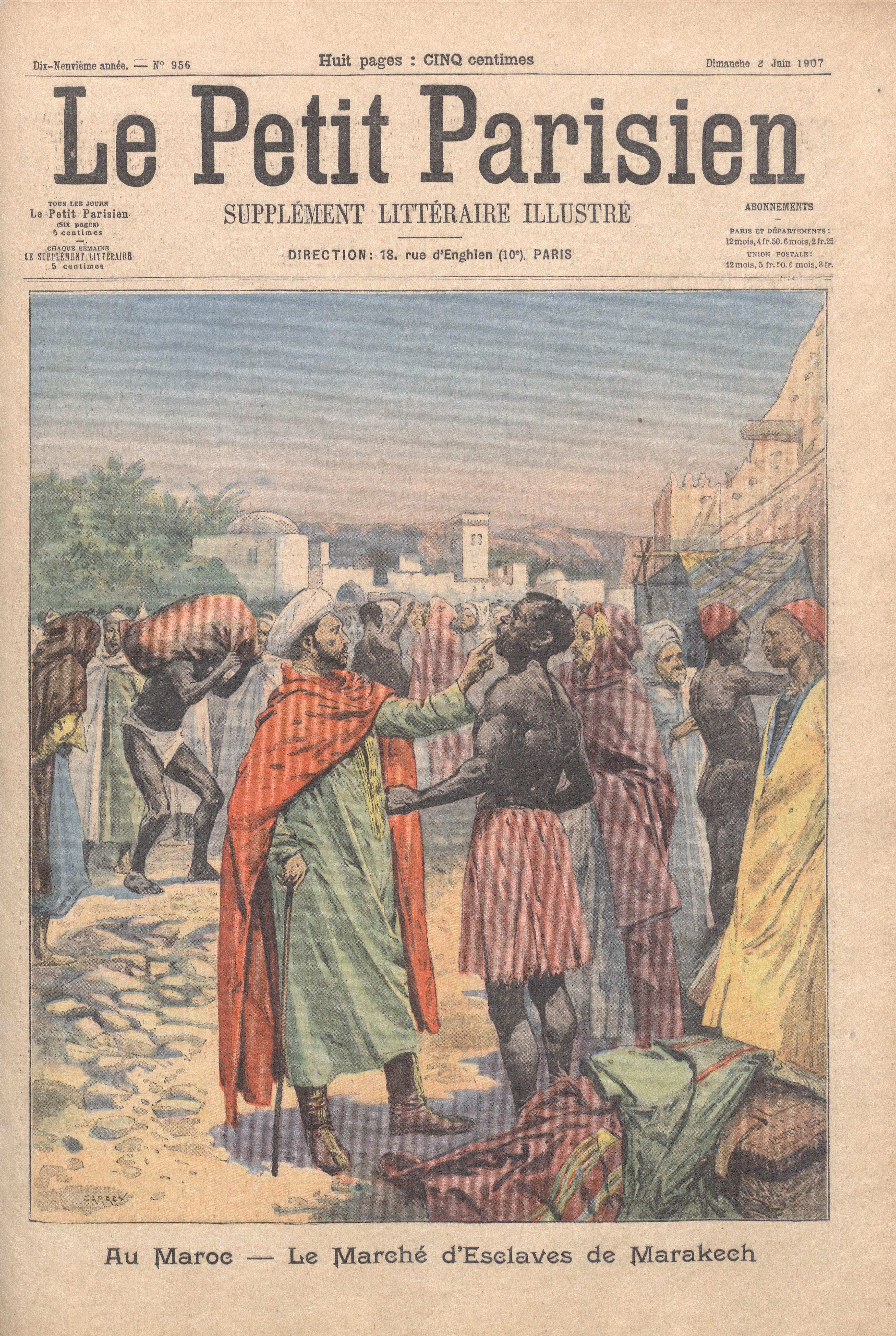
Slavmarknaden i Marrakesh avbildad på omslaget till Le Petit Parisien 2 juni 1907.

Slaveri omtalas i Marocko sedan antiken. Marocko var från 600-talet fram till 1900-talet centrum för en av lederna för transsaharahandel som gick från Timbuktu till Marrakesh, och där slavar exporterades från det icke muslimska Afrika söder om Sahara till Marocko och Medelhavsvärlden.
Mellan 1500-talet och 1800-talets början var Marocko vid sidan av Alger och Tunis dessutom ett centrum för slavhandeln på barbareskkusten, varifrån muslimska pirater tillfångatog européer på Atlanten och Medelhavet, en handel som avslutades genom Barbareskkrigen. Under det franska protektoratet stängdes den öppna slavmarknaden i Marocko 1923 och slaveriet ebbade ut i Marocko med undantag för vid det kungliga haremet, som upplöstes först år 1999. 

## Slavhandel

### Slavhandel från Afrika
Marocko blev tidigt en av rutterna för den transsahariska slavhandeln inom transsaharahandel. Under almoraviderna sträckt sig dynastins handelsvälde från Spanien långt ned till Senegal mot Afrika söder om Sahara. Från norr exporterades vapen och kläde söderut i utbyte mot guld, elfenben, salt och framför allt slavar. 
Muslimska stammar i söder tillfångatog människor från svagare icke muslimska stammar, i enlighet med Islams regel att icke muslimer var legitima att förslava, och sålde dem vidare längs kusten norr om Sahara. Slavleden från Timbuktu gick företrädesvis till just Marocko. Marrakesh var redan på 600-talet känt som ett centrum för handeln med slavar från Afrika till Medelhavsvärlden, och fortsatte vara det till 1912. 

### Slavhandel genom sjöröveri
Marocko var tillsammans med Alger och Tunis en av de stater som stod bakom Slavhandeln på Barbareskkusten, där pirater överföll icke muslimska skepp på Medelhavet och Atlanten och sålde besättning och passagerare på slavmarknaden, såvida de inte köptes fria. Flera europeiska stater betalade tribut till Marocko för att få sina skepp fredade. Många européer blev förslavade i Marocko mellan 1500-talet och 1800-talet. 

## Funktion
Majoriteten slavar i Marocko var av afrikanskt ursprung. Slavar användes företrädesvis som hushållsbetjäning och annan personal. Kvinnor användes som tjänstefolk eller sexslavar (konkubiner), medan män kunde användas även som personal utanför hushållet, så som båtsmän eller butiksbiträden. 
Många slavar ägdes av kungahuset. Sultanens slavar användes även som arbetskraft på statliga byggnadsarbeten. 1670 skapade sultanen sin berömda ghilman-armé bestående av afrikanska slavar, som 1727 uppgick till 150.000 soldater. Många kvinnor placerades i sultanens harem. 

## Avskaffande
1786 slöt Marocko och USA ett fördrag, som i fortsättningen skyddade amerikanska skepp från marockanska pirater. Marocko var en av parterna i Första barbareskkriget (1802-1804), som drevs av europeiska stater för att bekämpa barbarekspiraternas slavjakt. Efter andra barbareskkriget (1815) upphörde barbareskpiraternas slavhandel. 
Slavhandeln från Afrika fortsatte under 1800-talet, även sedan slavhandeln mot européer på haven hade upphört. År 1842 gjorde sultanen Abd ar-Rahman (död 1859) ett berömt uttalande och försvarade slaveriet genom att säga att slaveri var något alla religioner hade varit överens om sedan Adams tid.
1883 mottog Marocko en "vänlig uppmaning" från British Foreign Office om att förbjuda slavhandeln, men avvisade denna. 1884 förbjöd både Frankrike och Storbritannien sina anställda och undersåtar i Marocko från att äga slavar. 
Marocko var ett franskt protektorat 1912-1956. De franska kolonialmyndigheterna förbjöd slavhandeln och stängde slutligen slavmarknaderna i Marocko 1923. Själva slaveriet förbjöds inte, men betraktades som de facto upphört. 
Både Spanien och Frankrike uppgav 1937 till Advisory Committee of Experts on Slavery att de aktivt motarbetade slavräderna från den Transsahariska slavhandeln, och 1938 rapporterade Frankrike att de hade full kontroll över gränsområdena mellan Marocko och Algeriet och effektivt förhindrade slavräder i området. 
I 1936 års rapport till Advisory Committee of Experts on Slavery meddelade fransmän, britter och italienare att de alla övervakade vattenkällorna längs karavanvägarna i Sahara för att motarbeta Transsahariska slavhandeln från Nigeria.
Utanför kungahuset började slaveriet minska genom bland annat frigivningar på grund av en växande opinion mot slaveri. Majoriteten av de slavar som fanns kvar i Marocko år 1952 uppges ha blivit kidnappade som barn, vilket tolkades som emot sharialagen och därför gjorde deras ägare mer villiga att frige dem. 
Slaveri begränsades snart till sultanens kungliga palatsbetjäning och harem. Det traditionella kungliga haremet fanns kvar så sent som under Hassan II:s regeringstid. Hassan II hade fyrtio konkubiner i det kungliga haremet och ytterligare fyrtio han hade ärvt av sin far, samt ytterligare slavar som skötte hushållet; kvinnor som arbetade som tjänarinnor och hade rangen av tredjeklass-konkubiner och män som skötte andra sysslor vid hovet, så som att arbeta som chaufförer. Det kungliga haremet upplöstes slutligen först år 1999 när Muhammed VI av Marocko efterträdde sin far och lät stänga haremet och sända bort konkubinerna.